# Кемрін Роджерс
Кемрін Роджерс (7 червня 1999 , Ричмонд, Британська Колумбія ) — канадська легкоатлетка, що спеціалізується на метанні молота, призерка чемпіонату світу.

## Кар'єра
| Рік             | Змагання                      | Місце проведення   | Місце           | Дисципліна      | Результат       | Примітки        |
| Представник США | Представник США               | Представник США    | Представник США | Представник США | Представник США | Представник США |
| --------------- | ----------------------------- | ------------------ | --------------- | --------------- | --------------- | --------------- |
| 2018            | Чемпіонат світу серед юніорів | Тампере, Фінляндія | 1               | метання молота  | 64.90 м         |                 |
| 2019            | Панамериканські ігри          | Ліма, Перу         | 6               | метання молота  | 66.09 м         |                 |
| 2021            | Олімпійські ігри              | Токіо, Японія      | 5               | метання молота  | 74.35 м         |                 |
| 2022            | Чемпіонат світу               | Юджин, США         | 2               | метання молота  | 75.52 м         |                 |